# Advanced Format

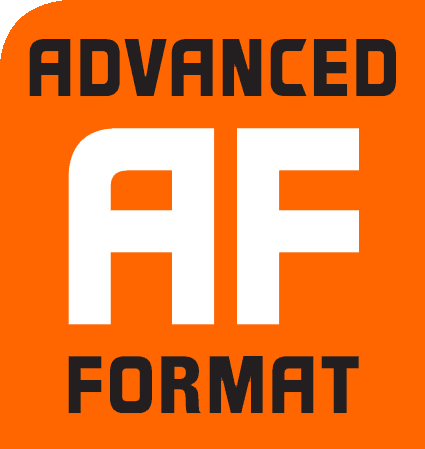
Advanced Format logó

Az adattárolás területén az Advanced Format olyan, a merevlemezek mágneses diszkjein alkalmazott szektorformátum, ami meghaladja az 512-520 bájtot szektoronként. A 2010-ben véglegessé vált Advanced Format szabvány fontos mérföldkő a merevlemezes háttértárak történetében, melynek során az 1956-os kezdetektől 512 bájtos egységenként dolgozták fel az adatokat. A szektorformátum megváltoztatása, a szektorok megnövelése az AF technológia első generációjában például 4096 bájtra az adattároló felületét hatékonyabban használja ki (jellemzően nagyméretű fájlok esetében), miközben lehetővé teszi erősebb hibajavító algoritmusok használatát, a nagyobb adatsűrűségű hordozókon is biztosítva az adatok integritását.

## Története
A nagyobb szektorméret igényét először 1998-ban ismerték fel, ekkor hívta fel a figyelmet a National Storage Industry Consortium (NSIC) egy kiadványában a folyamatosan növekvő adatsűrűség (területi adatsűrűség) és a merevlemezekben hagyományosan használt, szektoronkénti 512 bájtos formátum közötti kettősségre. Ekkor úgy tűnt, hogy a mágneses rögzítés technológiájában elért forradalmi áttörés hiányában a merevlemezek kapacitása stagnálni fog.
A felmerült igényre az adathordozók gyártóinak szakmai szervezete, az International Disk Drive Equipment and Materials Association (IDEMA) 2000-ben az IDEMA Long Data Sector Committee életre hívásával válaszolt; ebben a bizottságban az IDEMA, valamint a vezető hardver- és szoftverszállítók működtek együtt a nagyobb szektormérettel kapcsolatos szabványok megalkotásában és fejlesztésében, a régebbi szabvány szerinti számítástechnikai komponensekkel való visszamenőleges kompatibilitás módszereit is kidolgozva. Tíz évvel később készült el a nagyobb szektorméretet alkalmazó ipari szabvány első generációja, ami 4096 bájtos, avagy 4K-s szektormérettel számol. Az iparági átállást 2011 januárjára tűzték ki. Megalkották a szabvány több generációjának elnevezésére alkalmasnak ítélt „Advanced Format” kifejezést, és az Advanced Format logót, ami megkülönbözteti a nagy szektorméretű winchestereket a hagyományos, 512-520 bájtos szektorméretűektől.

## Terminológia
A szabvány első generációjának terminológiája szerint:
- 512 emuláció (512e):  4K-s fizikai szektorok a lemezen, amit logikailag 512 bájtosra fordít le a gazdagép számára
- 4K natív (4Kn): 4K-s fizikai szektorok a lemezen, amiket a gazdagép is 4K-snak lát
- 4K-ready Host: olyan gazdagép, ami egyformán jól kezeli a hagyományos 512 bájtos és az 512e eszközöket.

Jelenleg (2011) 4Kn eszközöket nem árulnak – valószínűleg ez a végfelhasználók számára fog változni a 4K-s szektorokat nem kezelő Windows XP (melynek 2014-re a kiterjesztett támogatása is lejár) felhasználói bázisának üzletileg jelentéktelen szintre csökkenéséig, bár a nagyvállalati rendszerek számára 2012-re jósolja a 4Kn-eszközök megjelenését az IDEMA.

## Áttekintés
Az Advanced Format első generációja, tehát a 4K-szektoros technológia azáltal használja ki hatékonyabban a lemez felületét, hogy 8 db 512 bájtos szektort von össze egyetlen, 4096 bájtos szektorrá. Eközben megtartja ugyanazokat az architekturális jellemzőket, amit a hagyományos, 512 bájtos szektornál is használtak: a szektor elején lévő azonosító és szinkronizáló jeleket, valamint a szektorvégi hibajavító kódolást (ECC). A szektorfejléc és az ECC terület között a 8 db 512 bájtos szektor összevonva szerepel, így kiküszöbölve az egyes 512 bájtos szektorok fejléceit.
A Long Data Sector Committee azért döntött az első generációs szabvány esetében a 4K-s szektorméret mellett, mert ez a jelenlegi számítástechnikában afféle mágikus számnak tekinthető: megfelel a CPU-k, illetve operációs rendszerek által használt leggyakoribb lapméretnek, a relációs adatbázisok standard tranzakcióméretének, több fájlrendszer alapértelmezett helyfoglalási egységének.
| 0                  | 1                  | 2                  | 3                  | 4                  | 5                  | 6                  | 7                  | 8                  | 9                  | 10                 | 11                 | 12                 | 13                 | 14                 | 15                 |
| 1. fizikai szektor | 1. fizikai szektor | 1. fizikai szektor | 1. fizikai szektor | 1. fizikai szektor | 1. fizikai szektor | 1. fizikai szektor | 1. fizikai szektor | 2. fizikai szektor | 2. fizikai szektor | 2. fizikai szektor | 2. fizikai szektor | 2. fizikai szektor | 2. fizikai szektor | 2. fizikai szektor | 2. fizikai szektor |

A 4K-s szektorokra való áttérésből eredő nyereség 7-11%-ra tehető a fizikai lemezfelületet tekintve. A 4K-s formátum lehetővé teszi az ECC mező 50-ről 100 bájtosra növelését, és így új ECC-algoritmusok használatát. A megnövelt ECC-méret több hibás bit javítását teszi lehetővé, mint az 512 bájtos szektorformátum, és a 4K-s szektorokkal egy nagyságrenddel kisebb a Hard Error Rate (nem javítható hiba), mint az 512 bájtos rendszereken.

Az Advanced Format 4K technológia hatékonysága

Az Advanced Format szabvány ugyanazokat a beállításokat alkalmazza a szektorok közötti rések, szinkronizációs adatok és címbejegyzéseknél (gap, synch és address mark) mint a hagyományos 512 bájtos kiosztású merevlemezek, ám az 512 bájtos szektorokból 8-at összevon egyetlen adatmezőbe.
Mivel a merevlemez 1956-os megjelenése óta több milliárdot adtak el belőle 512 bájtos szektorral, számos rendszerprogram és alkalmazás adottnak veszi az 512 bájtos szektor konvencióját. A Long Data Sector Committee bizottságban már idejekorán jelen voltak a komponens- és szoftverszállítók, hogy felkészülhessenek az Advanced Formatra való átállásra. Így a Windows Vista, a Windows 7, a Windows Server 2008 egyaránt támogatja az Advanced Formatot, ahogy az új kiadású Linuxok és a Mac OS X Snow Leopard is.
Az Advanced Format eléréséhez az operációs rendszerek Direct Disk access (közvetlen lemezelérésű) műveleteket végeznek, azaz a BIOS-t megkerülve nyúlnak a merevlemezhez.

## Advanced Format-kategóriák
A Long Data Sector Committee célkitűzései között a visszamenőleges kompatibilitás fenntartása is szerepelt. Ebből az okból az Advanced Formatot megvalósító eszközök több kategóriáját hozták létre.

### Advanced Format 512e
Számos hardver- és szoftverkomponens feltételezi, hogy a merevlemez 512 bájtos szektorokkal van kialakítva. A komponensek közé tartozik számos lapkakészlet, operációs rendszer, adatbázismotor, merevlemez-particionáló és -lemezképkészítő eszközök, adatmentő és fájlrendszerkezelő segédprogramok, és néhány más alkalmazás is. Az ezekkel való kompatibilitás fenntartása érdekében a legtöbb merevlemezgyártó 512 bájtos interfészre konvertáló firmware-rel látja el eszközeit. A 4096 bájtos fizikai szektorokkal rendelkező, de 512 bájtos interfésszel is ellátott eszközökre Advanced Format 512e vagy 512 emulation drive (512e, 512-emulációs lemez) néven hivatkoznak.

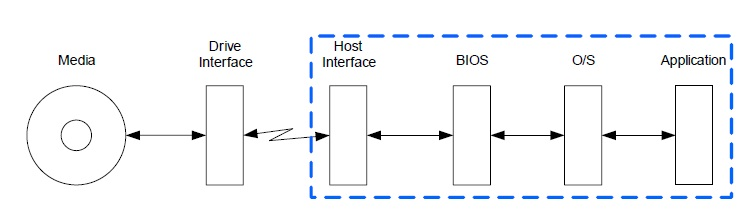
Az 512 bájtos szektort feltételező kódok potenciális lelőhelyei.

A 4096 bájtos fizikai formátum és az 512 bájtos virtuális formátum közötti fordítás a merevlemezhez hozzáférő entitás számára transzparens módon zajlik. Az írás-olvasási műveleteket ugyanolyan formátumban kell kiadni az Advanced Format eszközöknek, mint a hagyományosaknak. Olvasáskor a különbség annyiban áll, hogy a folyamat során az 512e-s merevlemeznek a kért 512 bájtos adatot tartalmazó teljes 4096 bájtos szektort be kell töltenie a memóriájába. Ezután az emulációs firmware kibontja és újraformálja a megfelelő adatot 512 bájtos adaggá, mielőtt elküldené a gazdagépnek. A folyamat általában minimális vagy zéró teljesítménycsökkenéssel jár.
A formátumok közötti fordítás komplikáltabb, ha a lemezre írandó adat nem a 4 kilobájt többszöröse, vagy nincs a 4K-s szektorhatárra igazítva. Az első esetben a HDD-nek vissza kell olvasnia az írási művelet által megcélzott teljes 4096 bájtos szektort a memóriájába, bele kell integrálnia az új adatokat, majd vissza kell írnia a teljes szektort a lemezre. Ez az olvasás-módosítás-visszaírás (read-modify-write, RMW) művelet jelentős lassulást okozhat, mivel a lemeznek gyakran még egy teljes fordulatot meg kell tennie a művelet befejezéséig. Ha az írási művelet nincs szektorhatárhoz igazítva, akkor ráadásul 2 4K-s szektor is érintve lehet az RMW-műveletben. Az ebből adódó teljesítménycsökkenés akár a 30%-ot is elérheti.
Régebbi operációs rendszerek esetén törekedni kell arra, hogy az írás-olvasási műveletek 4K-szektorhatárra igazítva történjenek, vagy a teljesítmény jelentősen csökkenni fog. A Windows XP például notóriusan az LBA 63-as szektoron kezdi az első partíciót, ami 4K-s szervezésű lemezeken minden esetben illesztetlenséget okoz. Ennek a feloldására több megoldás alkalmazható:
- Újabb operációs rendszerű (pl. Windows 7) gépen kell kialakítani a partíciót még a telepítés előtt
- A (WD) merevlemez egy jumper beállításával +1 offszetet ad hozzá minden címzéshez, így az XP-s partíció jó helyre kerül. Hátránya, hogy több partíció esetén csak az első partíció fog igazodni, valamint problémát okozhat egy későbbi, fejlettebb operációs rendszerrel való újratelepítéskor.[4]
- A korábban létrehozott partíciókat szükség esetén szektorhatárra eltoló segédprogram alkalmazása (ezeket az AF merevlemezekhez általában a gyártó ingyen adja, de fizetős megoldások is léteznek, ilyen pl. a Paragon Partition Alignment Toolja).

### 4K natív (4Kn)
A nagyvállalati szintű 4K natív merevlemezek 2014 áprilisa óta vásárolhatók meg.
A Microsoft operációs rendszerei közül a Windows 8 és a Windows Server 2012 támogatja elsőként a 4K natív formátumot (az emuláció mellett).

## Fordítás
- Ez a szócikk részben vagy egészben az Advanced Format című angol Wikipédia-szócikk ezen változatának fordításán alapul.  Az eredeti cikk szerkesztőit annak laptörténete sorolja fel. Ez a jelzés csupán a megfogalmazás eredetét és a szerzői jogokat jelzi, nem szolgál a cikkben szereplő információk forrásmegjelöléseként.